# Istituto della Beata Vergine Maria
L'Istituto della Beata Vergine Maria (in latino Institutum Beatae Mariae Virginis) è un istituto religioso femminile di diritto pontificio; le suore di questa congregazione, dette dame inglesi o suore di Loreto, pospongono al loro nome la sigla I.B.M.V.

## Storia
Nel 1814 la dublinese Frances Ball (1794-1861), su invito del vescovo Daniel Murray, che intendeva avere Dame Inglesi anche in Irlanda, entrò come religiosa nel convento di York dell'Istituto: completata la sua formazione, assieme a due novizie, lasciò York e il 22 novembre 1821, ottenuta l'approvazione vescovile, diede inizio a un ramo autonomo della congregazione.
Nel maggio 1822 la Ball aprì a Rathfarnham, sobborgo della capitale irlandese, la prima scuola dell'Istituto, detta Loreto House (da cui le religiose presero il nome di suore di Loreto). Il ramo irlandese ottenne il pontificio decreto di lode il 30 giugno 1836 e venne approvato definitivamente dalla Santa Sede il 15 febbraio 1877. Nel 1842 le suore di Loreto aprirono una filiale anche a Calcutta: prima di fondare le missionarie della carità, madre Teresa apparteneva a questa congregazione.
Su invito del vescovo di Toronto Michael Power, che desiderava religiose irlandesi per l'assistenza agli immigrati, nel 1847 Teresa Dease (1820-1889) lasciò il convento di Rathfarnham e fondò una casa in Canada, da cui ebbe origine una nuova congregazione autonoma approvata il 15 giugno 1903. Il ramo americano è stato riunito a quello irlandese nel 2003.

## Attività e diffusione
Le dame inglesi svolgono il loro apostolato dell'educazione attraverso scuole, convitti, direzione di gruppi giovanili, orfanotrofi e altre opere di assistenza; in terra di missione si dedicano anche all'assistenza ospedaliera e alle opere parrocchiali.
Le suore di Loreto sono presenti in Europa (Albania, Gibilterra, Italia, Irlanda, Regno Unito, Spagna), in Africa (Ghana, Kenya, Marocco, Mauritius, Seychelles, Sudan, Sudafrica, Tanzania, Zambia), in Asia (Bangladesh, India, Nepal, Timor Est), nelle Americhe (Canada, Ecuador, Perù, Stati Uniti d'America) e in Australia; la sede generalizia, Casa Loreto, è in via Massaua a Roma.
Alla fine del 2011 la congregazione contava 879 religiose in 140 case.